# Vutcani
Vutcani è un comune della Romania di 2 270 abitanti, ubicato nel distretto di Vaslui, nella regione storica della Moldavia. 
Il comune è formato dall'unione di 3 villaggi: Mălăiești, Poșta Elan, Vutcani.